# Samir Jisr
Samir Jisr (né à Tripoli en 1944) est un juriste et homme politique libanais.
Avocat à la cour depuis 1972, il s’est engagé à partir de cette date dans l'action sociale et humanitaire défendant les droits de l'homme et du citoyen. Membre actif de plusieurs associations et mouvements, il a été élu en 1990 président du conseil des délégués de l'Assemblée nationale de l'action sociale regroupant 62 syndicats et associations.
Élu, en 1994, bâtonnier de l'ordre des avocats du Liban Nord, il a été ensuite désigné membre du comité spécial de la modernisation des lois Liban et du Conseil libanais d'arbitrage.
Coordinateur du Courant du Futur au Nord du Liban, Samir Jisr a été nommé ministre de la Justice en 2000 puis ministre de l'Éducation et de l'Enseignement supérieur en 2003 dans les gouvernements de Rafiq Hariri.
Il a été député sunnite de Tripoli, de 2005 à 2022 au sein de la liste des forces de l'Alliance du 14 Mars.